# Eucalyptus globulus
Pour les articles homonymes, voir Gommier.
Espèce
Classification phylogénétique
Répartition géographique
Eucalyptus globulus, l'Eucalyptus commun ou Gommier bleu, est une espèce de plantes à fleurs de la famille des Myrtaceae. C'est un arbre sempervirent originaire d'Australie. Il est largement cultivé et peut croître jusqu'à 92 m de haut.

## Autres noms communs
Eucalyptus bleu, arbre à fièvre.

## Description
L'écorce du gommier bleu pèle en larges bandes.
Les feuilles des arbres juvéniles apparaissent par paires sur des tiges carrées. Elles mesurent de 6 à 15 cm de long et sont couvertes d'une pruine cireuse bleu-gris, qui est à l'origine du nom de « gommier bleu ». Les feuilles des arbres matures sont alternes, étroites, en forme de faux et d'un vert foncé luisant. Elles poussent sur des tiges cylindriques et mesurent de 15 à 35 cm de long. Les boutons floraux en forme de toupie sont côtelés et recouverts d'un opercule aplati portant un bouton central. Les fleurs couleur crème sont solitaires à l'aisselle des feuilles et produisent un abondant nectar que les abeilles transforment en un miel à saveur prononcée. 
Les fruits ligneux mesurent de 1,5 à 2,5 cm de diamètre, ils ont une capsule très dure. De nombreuses petites graines s'échappent par des valves qui s'ouvrent sur le dessus du fruit.

## Culture
Cet arbre à croissance rapide se développe mieux avec des grandes quantités d'eau qu'il va chercher en profondeur (permettant ainsi le développement d'autres essences) mais sait se contenter d'une faible humidité du sol.

## Aire de répartition
L'aire de répartition naturelle de cette espèce inclut la Tasmanie et le sud de l'État de Victoria. On en retrouve aussi des groupes isolés sur l'île de King dans le détroit de Bass et au sommet des You Yangs. Elle s'est bien acclimatée dans d'autres parties du monde.

## Plantation en Europe et Afrique
En Europe méridionale, l'eucalyptus bleu a été abondamment planté pour la production de pâte à papier, du fait de sa croissance prolifique. Mais les résultats escomptés ne sont pas durables.
- L'eucalyptus épuisant les sols, le reboisement sur une parcelle précédemment plantée en eucalyptus est très médiocre.

- La biodiversité des plantations d'eucalyptus est plus faible que celle des forêts de pins les plus épaisses, voire quasi nulle pour les plantations les plus épaisses. Le terme de désert vert est repris pour les plantations d'eucalyptus[1].
- Par ailleurs, l'eucalyptus est très sensible aux incendies de forêts, comme au Portugal en 2006. Les hautes températures de combustion de la résine de l'arbre et de la litière de feuilles provoquent la stérilisation du sol.

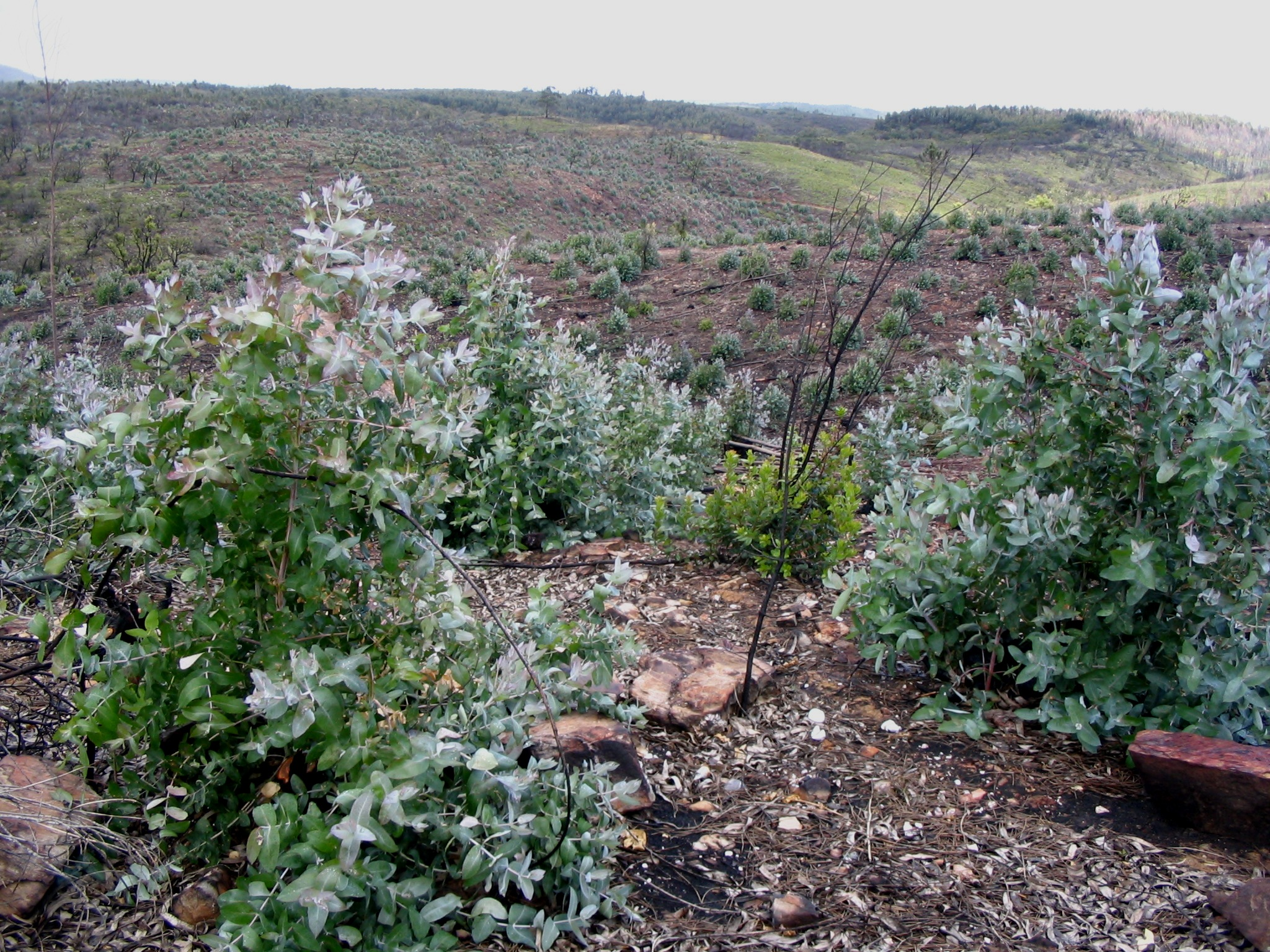
Forêt d'eucalyptus au Portugal, trois ans après un incendie : toute biodiversité a disparu.

## Composition
Huiles essentielles (eucalyptol, etc.), aldéhydes, hydrocarbures, pinène, camphrène, azulène, tanin, résine.

## Pharmacopée
On lui prête[Qui ?] des propriétés hypoglycémiantes (pour faire diminuer la concentration en sucre) et antiseptiques. Ses feuilles sont toujours utilisées en pharmacie (extrait liquide, teinture, essence). On lui prêtait[Qui ?] le pouvoir de guérir le paludisme.[réf. nécessaire]

## Divers
Le gommier bleu a été proclamé emblème floral de Tasmanie le 27 novembre 1962. Le nom latin de l'espèce, « globulus », fait référence à la forme de l'opercule du fruit.

## Galerie

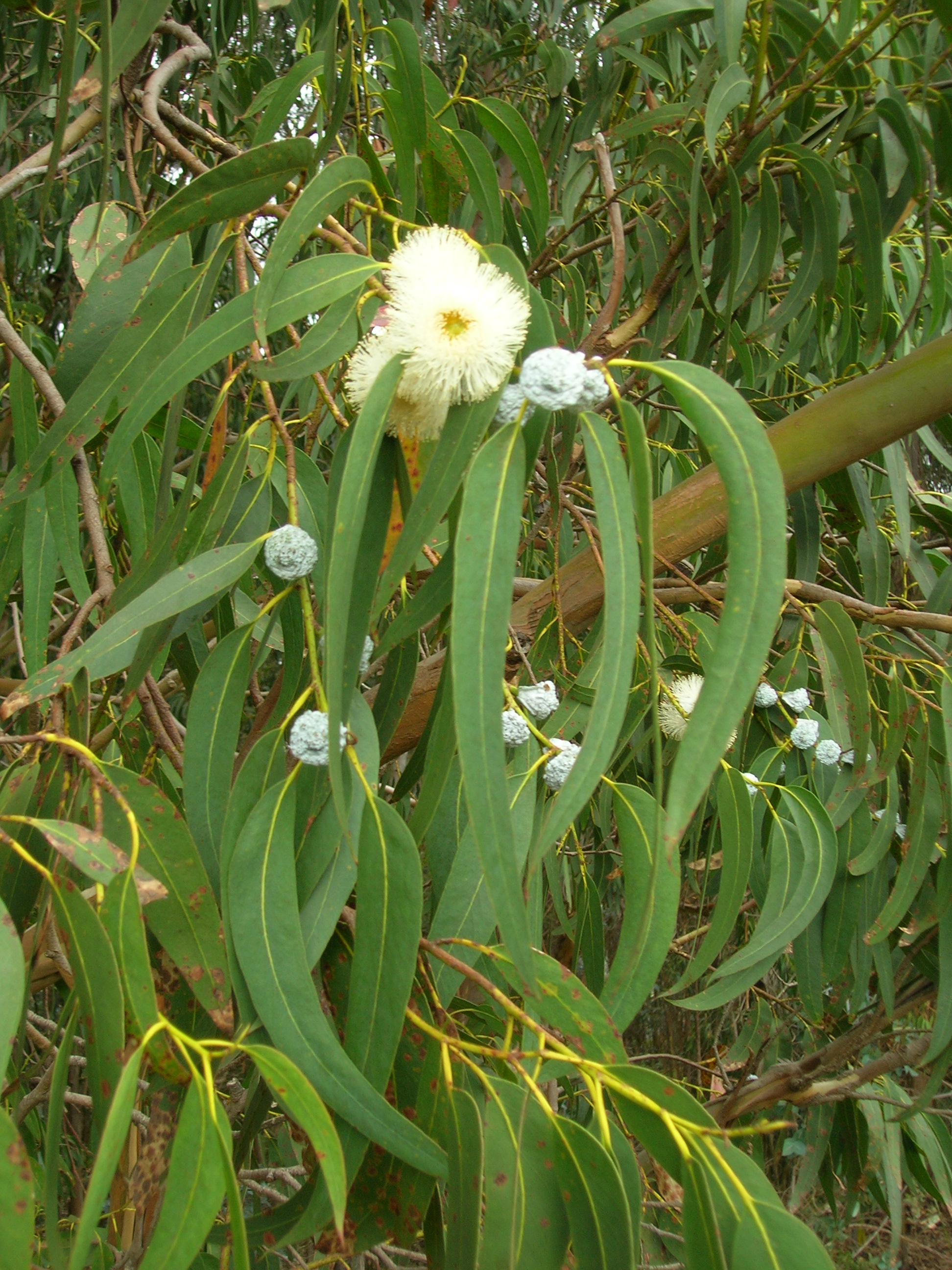
Feuilles et fleurs.
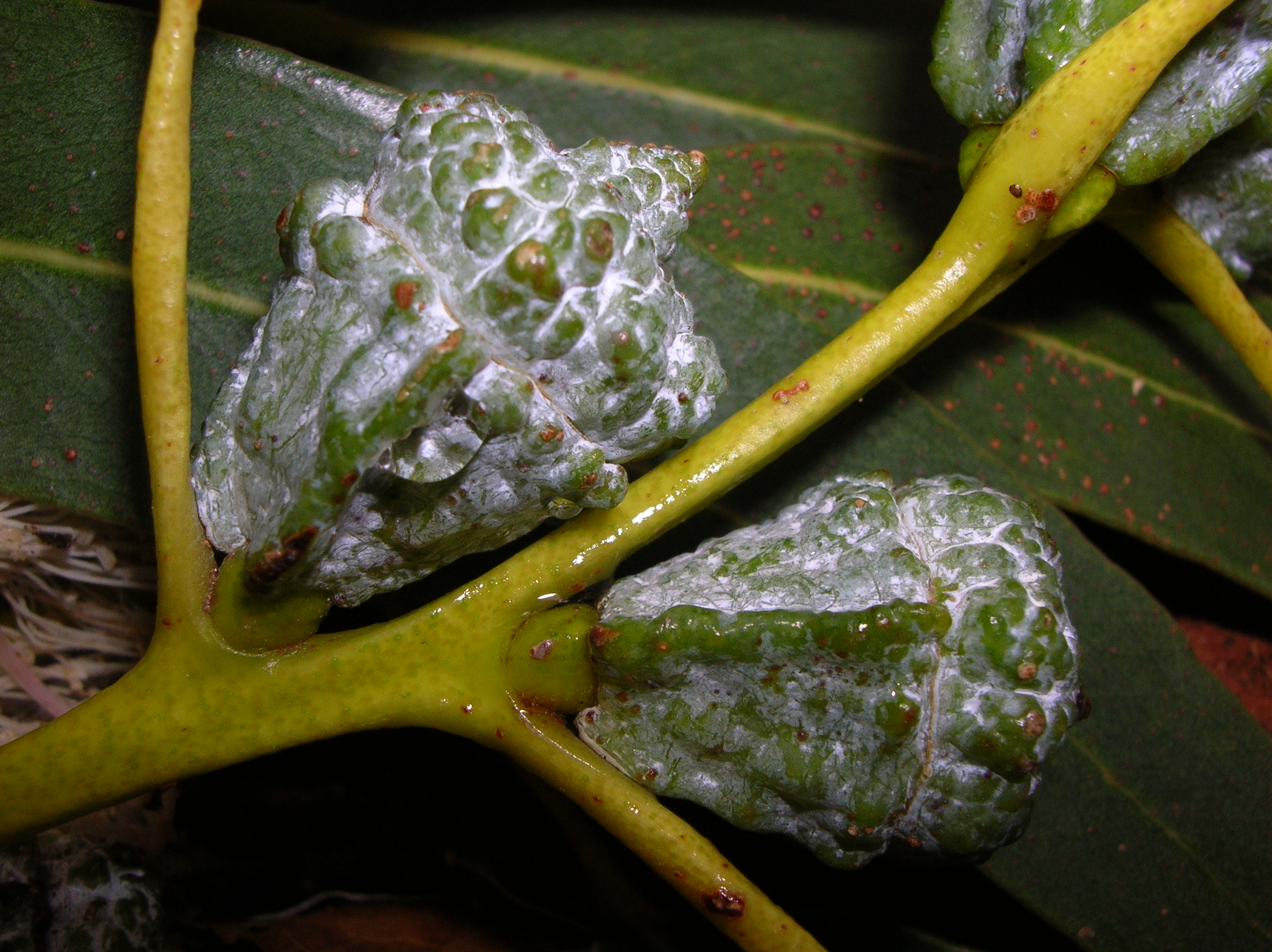
Bourgeon floral.
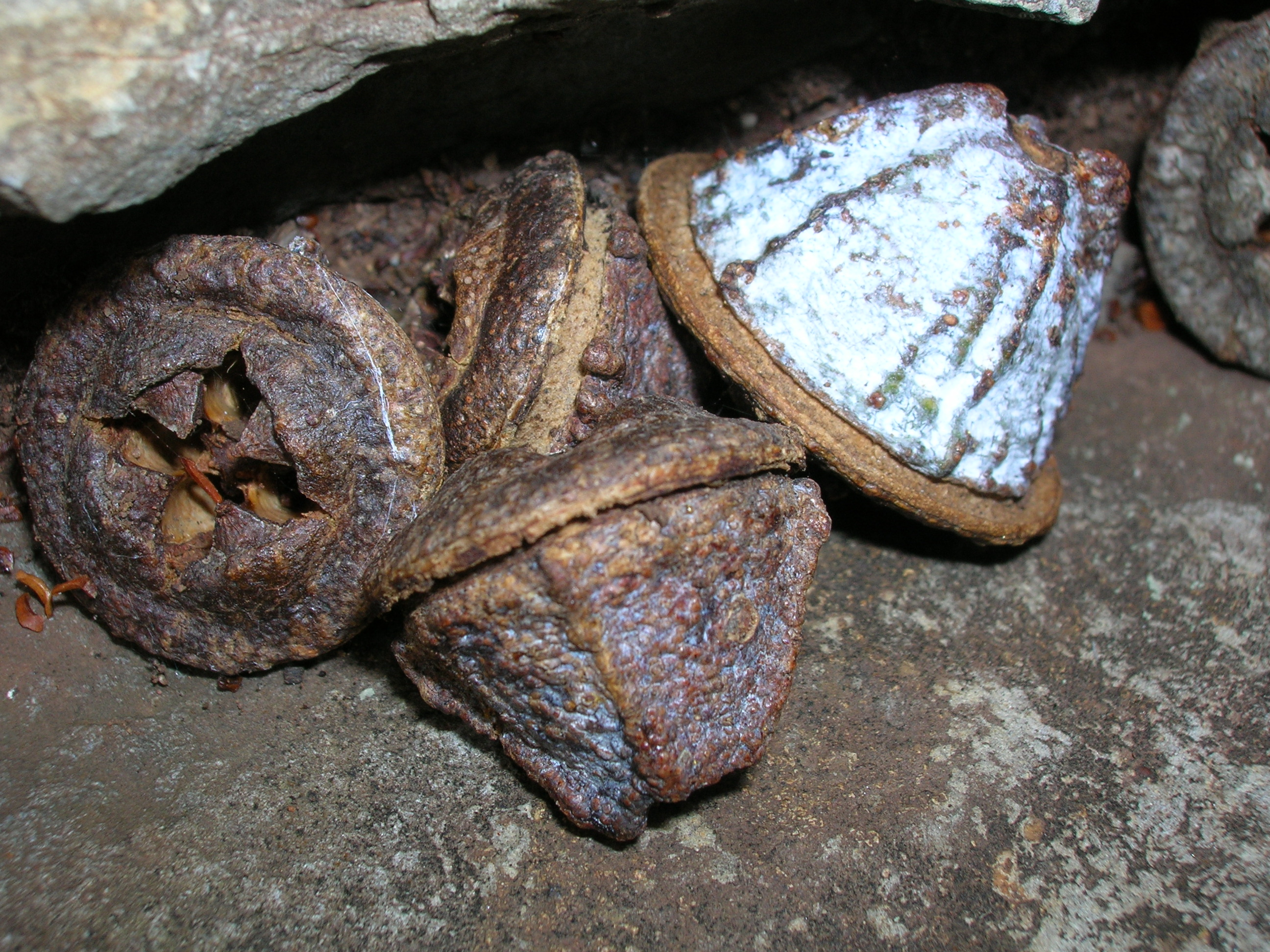
Fruit.
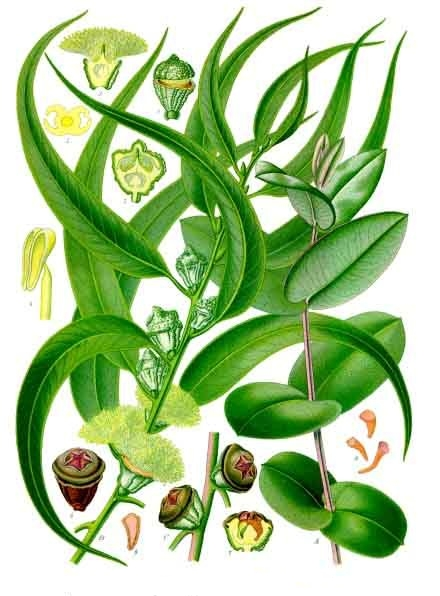
Dessin des feuilles, fleurs et fruits.